# Ammi-ditana
Ammi-ditana (in accadico: 𒄠 𒈪 𒁲 𒋫𒀀 𒈾, ammi-ditāna; fl. XVII secolo a.C.) è stato un re di Babilonia che regnò dal 1683 al 1645 a.C., durante la fase di declino della prima dinastia amorrita.
Poco si sa del suo lungo regno, a parte le attività di costruttore, le offerte alle divinità e ai loro templi e un bellissimo Inno a Ishtar che gli è attribuito. Era figlio di Abi-esukh, che Ammi-ditana descrive come "il grande campione".
I re babilonesi di questo periodo videro gradualmente ridurre il territorio del loro regno, nonostante i tentativi di riconquista. Il trentasettesimo anno del suo regno, ossia nel 1646 a.C., è ricordato per la presa della città di Der, situata nell'est di Babilonia, al confine con i monti Zagros, in uno di questi tentativi di riprendere il controllo del territorio. Gli succedette il figlio, Ammi-saduqa.